# Catoblepia unditaenia
Catoblepia unditaenia är en fjärilsart som beskrevs av Hans Fruhstorfer 1907. Catoblepia unditaenia ingår i släktet Catoblepia och familjen praktfjärilar. Inga underarter finns listade i Catalogue of Life.